# Floris Arntzenius

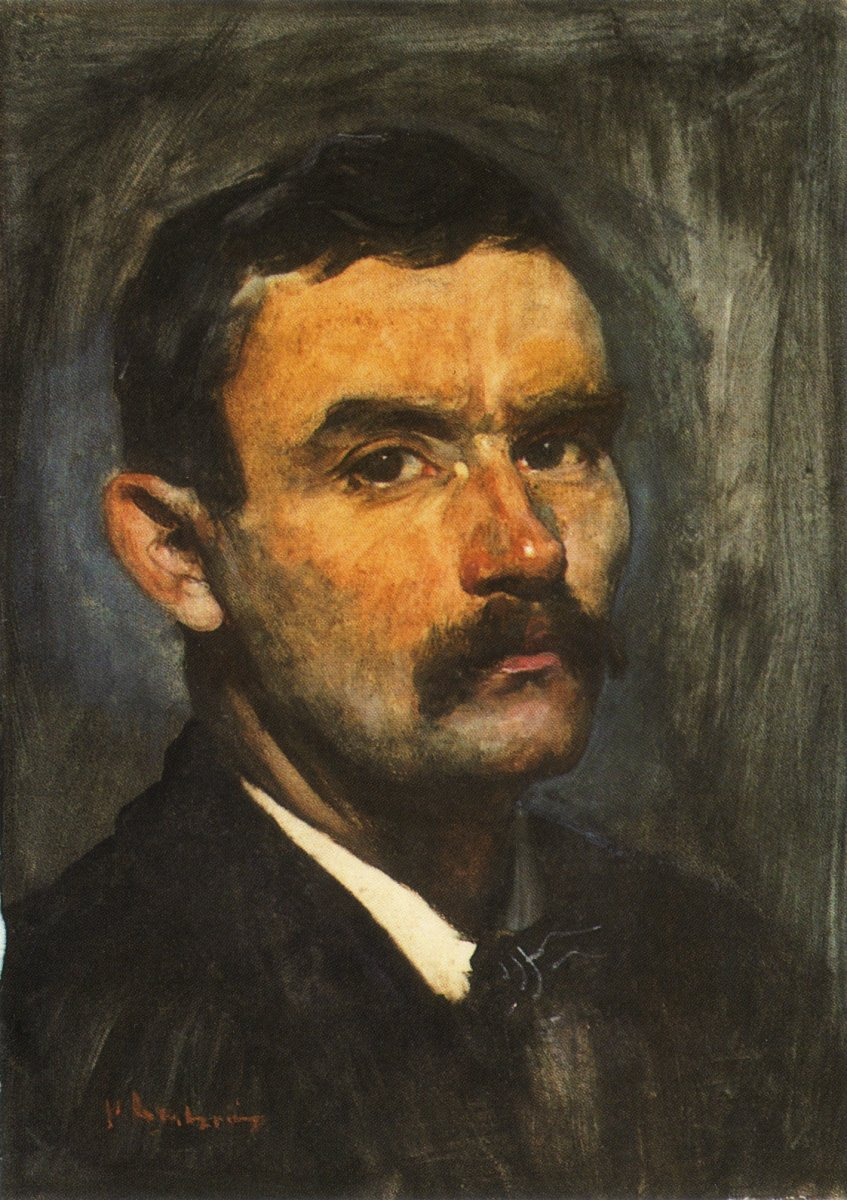
Selbstbildnis

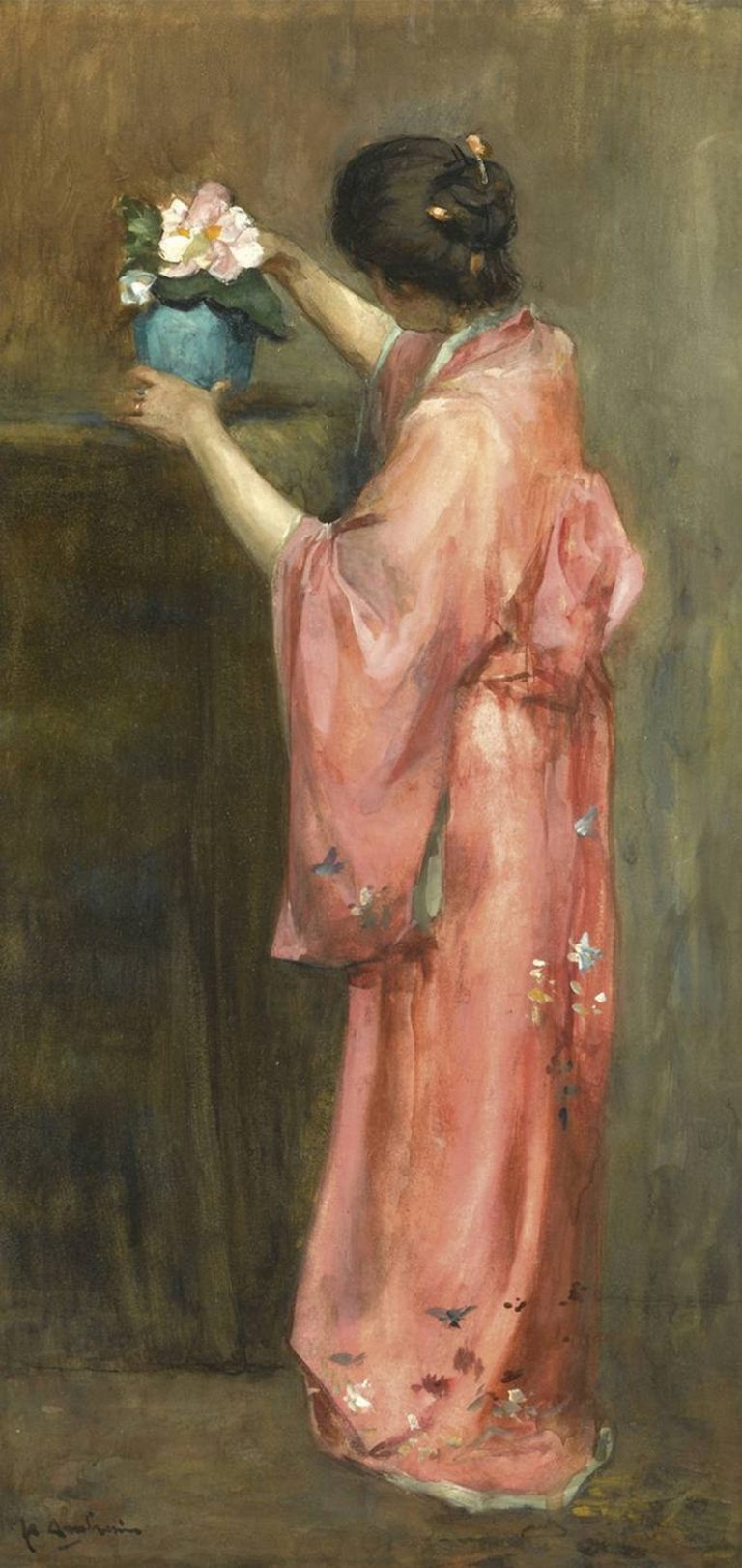
Mädchen im Kimono

Pieter Florentius Nicolaas Jacobus Arntzenius (Floris Arntzenius, * 9. Juni 1864 in Surabaya; † 16. Februar 1925 in Den Haag) war ein niederländischer Maler, Aquarellist, Illustrator und Grafiker. Er gilt als Vertreter der jüngeren Generation der Haager Schule.
Sein Vater diente in der Königlich Niederländisch Indischen Armee. Im Alter von 11 Jahren wurde er 1875 zu seiner Tante und seinem Onkel in die Niederlande nach Amsterdam geschickt, um seine Ausbildung abzuschließen.
1882 wurde er Schüler von Frederik Nachtweh (1857–1941), unter dessen Aufsicht er in die Rijksakademie van beeldende kunsten aufgenommen wurde. Von 1883 bis 1888 studierte er bei  August Allebé und Barend Wijnveld (1820–1902).
Nach seinem Studium in Amsterdam verbrachte er weitere zwei Jahre an der Koninklijke Academie voor Schöne Kunsten in Antwerpen bei Charles Verlat.
Zurück in Amsterdam wurde Arntzenius Mitglied der Künstlervereinigungen „Arti et Amicitiae“ (1890) und der Amsterdamer Lukasgilde (1891). Er besaß ein Atelier in der Sarphatistraat. 1892 wurde seine Mutter Witwe und zog nach Den Haag, und Arntzenius zog ebenfalls dorthin, um ihr Unternehmen zu führen.
Arntzenius wurde 1892 Mitglied des „Pulchri Studio“ in Den Haag. Von 1893 bis 1895 teilte er das ehemalige Atelier von Bernard Blommers mit Cornelis Antonie van Waning (1861–1929).
Von 1892 bis 1894 trug er Illustrationen zu Elsevier Geïllustreerd Maandschrift bei. 1896 wurde er in die Hollandsche Teeken Maatschappij (Holländische Zeichnergesellschaft) aufgenommen.
Er heiratete 1900 Lide Doorman, eine talentierte Malerin von Blumenstillleben. Das Ehepaar hatte vier Töchter, die er häufig malte und von denen Lies Arntzenius (1902–1982) und Liekie Arntzenius (1905–1996) ebenfalls Malerinnen wurden.
Arntzenius war ein versierter Künstler in mehreren Medien, aber vor allem seine Aquarelle wurden hoch gelobt. In seinen ersten Jahren in Den Haag malte er Landschaften im typischen Stil der Haager Schule. Arntzenius wechselte später zum Malen von Stadtlandschaften und Straßenszenen, meist bei Nebel oder Regenwetter, mit Spiegelungen auf dem nassen Asphalt. Er malte auch viel in Scheveningen, das sich von dem armen Fischerdorf seit der Zeit der  Ankunft von Jozef Israëls und Hendrik Willem Mesdag zu einem beliebten Badeort gewandelt hatte.
Er gewann Preise bei Ausstellungen in München, Venedig, Pittsburgh und Brüssel und seine Werke verkauften sich zu Lebzeiten gut. Zu seinen Freunden in Den Haag gehörten Willem Maris, Willem Bastiaan Tholen, Bernard Blommers und Herman Johannes van der Weele. 1910 eröffnete er ein Studio und begann Studenten aufzunehmen, u. a. Herman Heuff, Ina Hoff, Leo van der Lubbe und Jan Wittenberg.
Floris Arntzenius starb  im Alter von 60 Jahren an Tuberkulose.

## Galerie

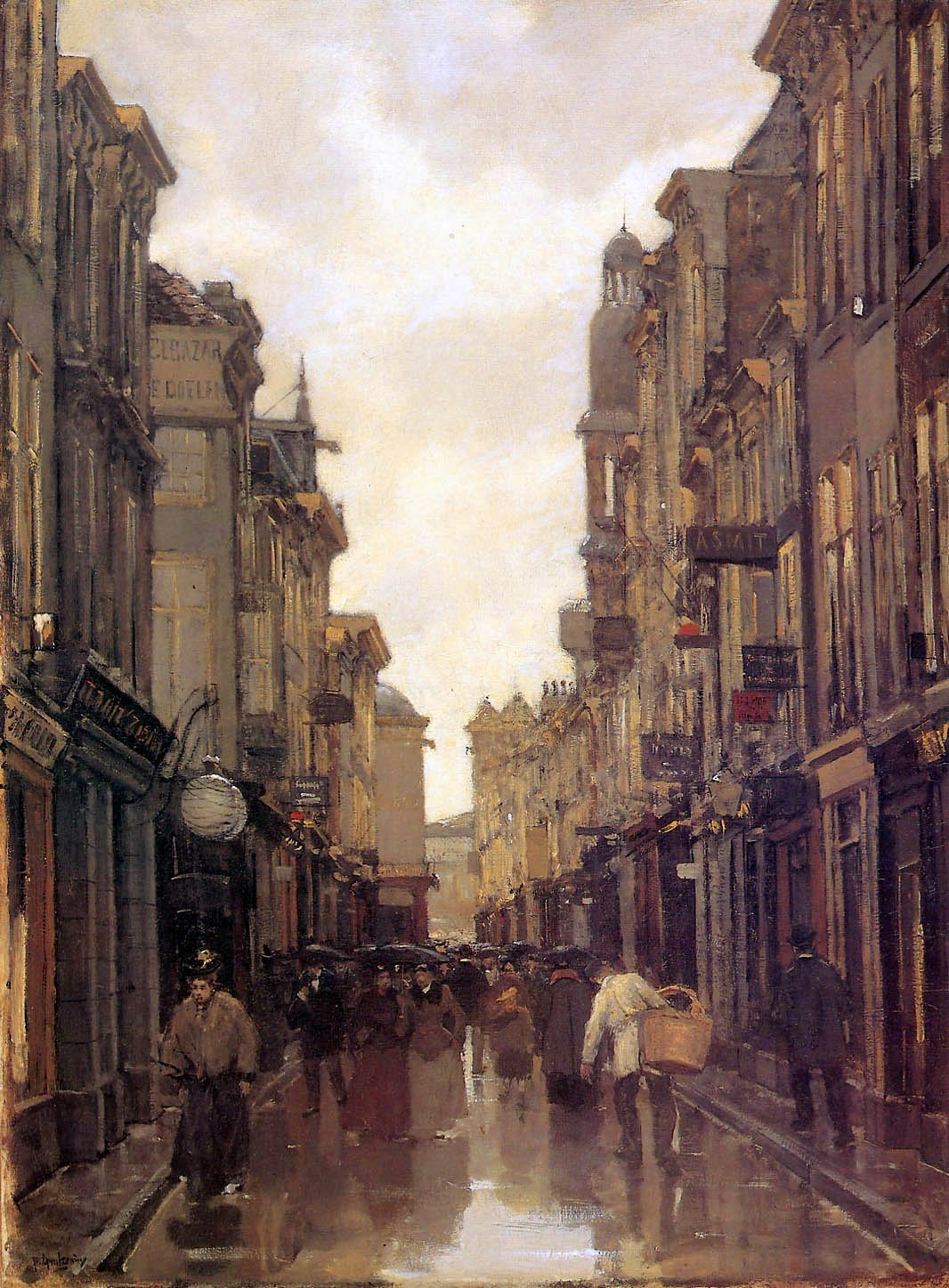
Spuistraat, Den Haag
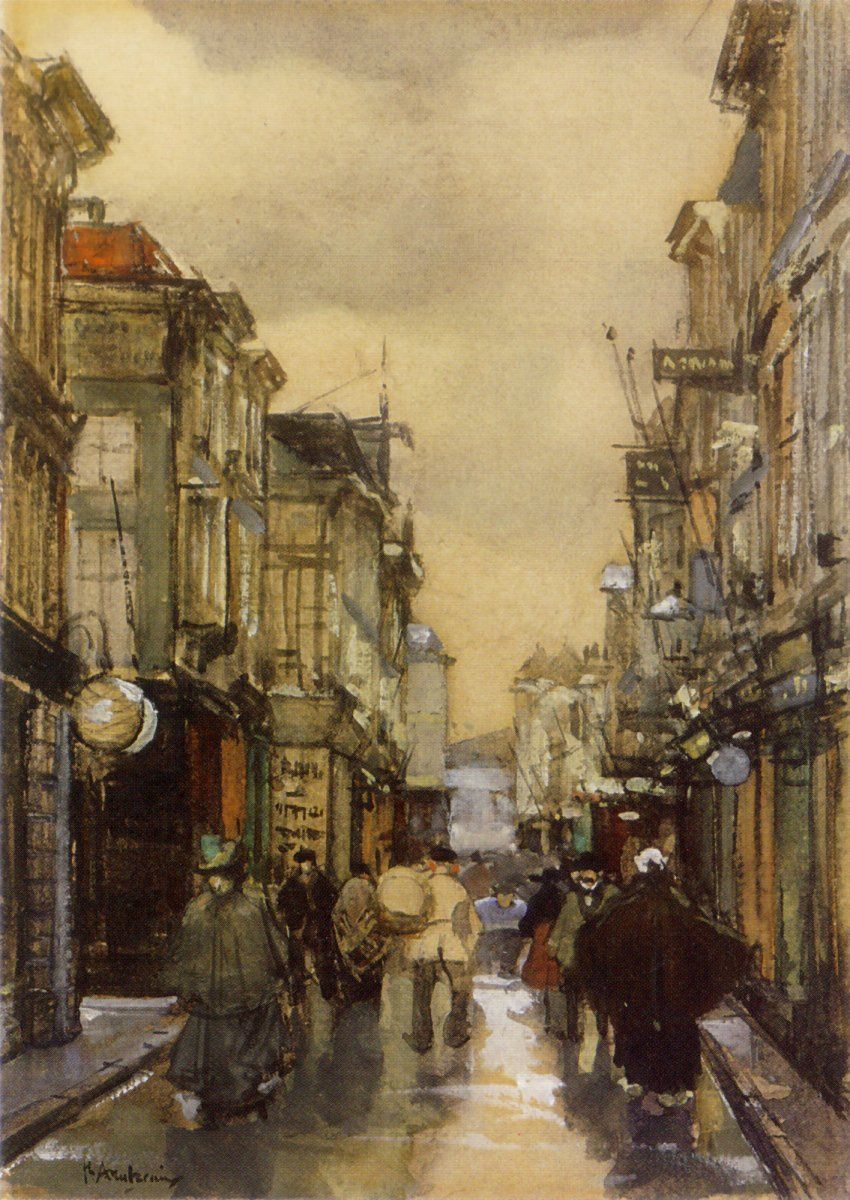
Spuistraat, Den Haag (Gouache)
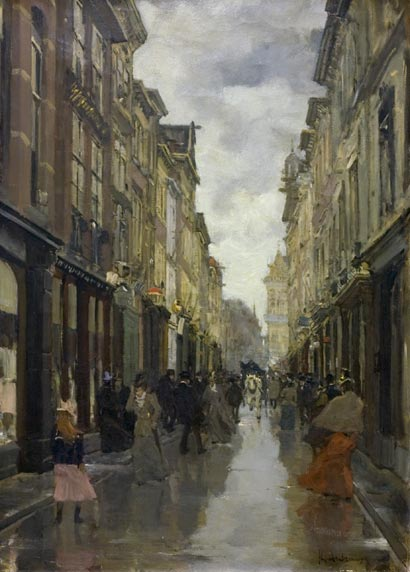
Spuistraat, Den Haag (1919), Öl (Sammlung Haags Historisch Museum)
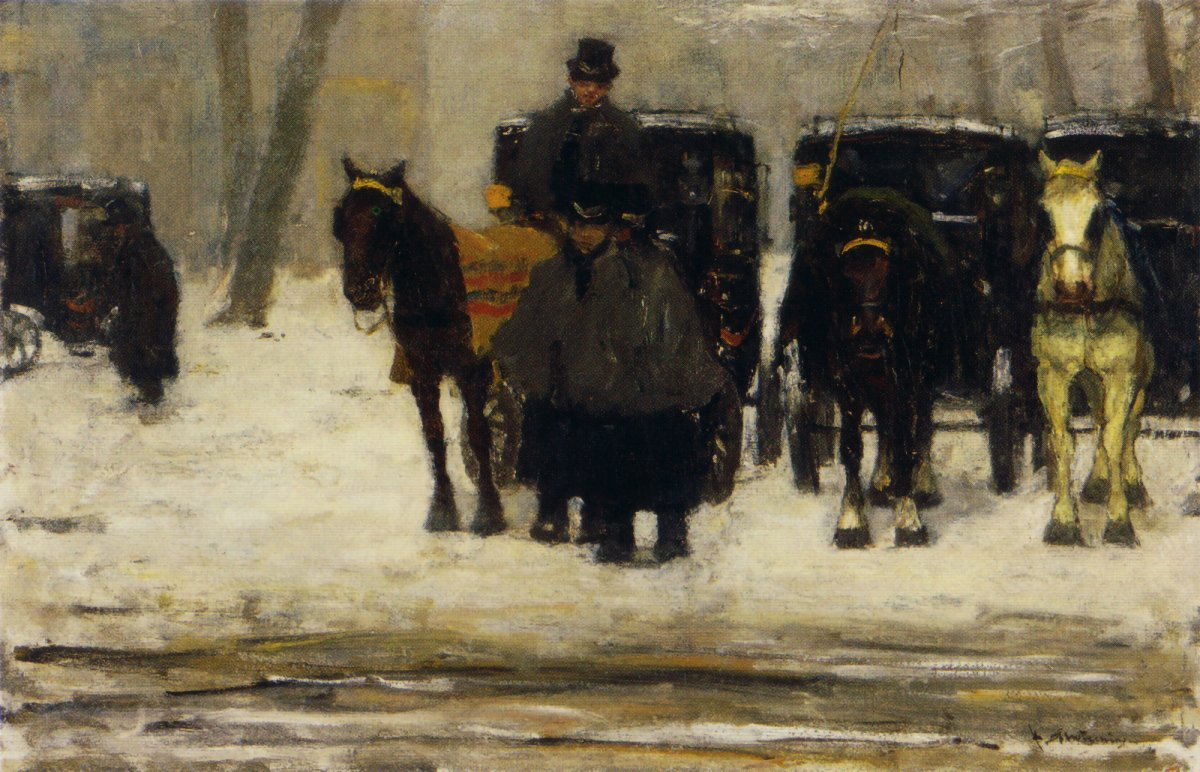
Huurkoetsen in de sneeuw (Mietkutschen im Schnee)
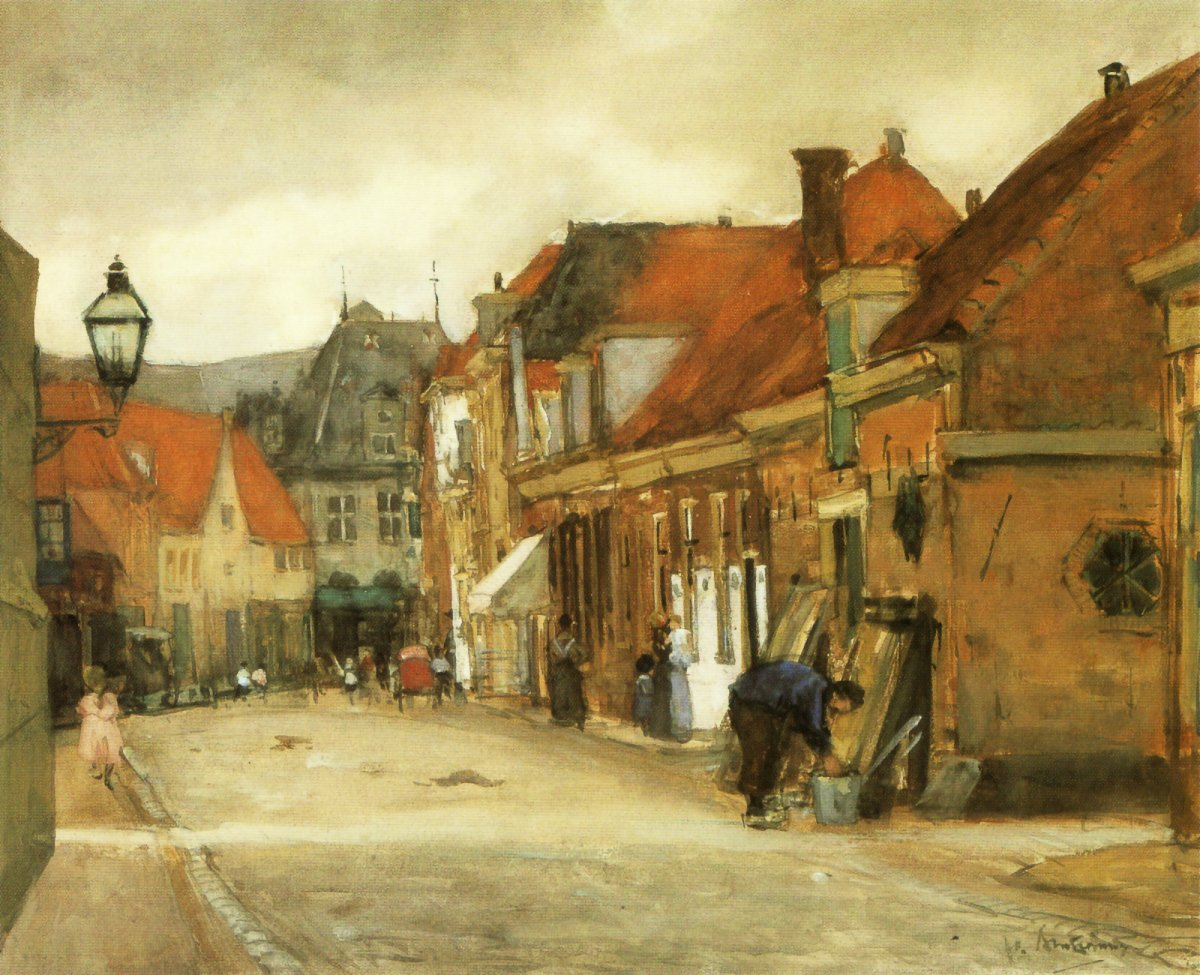
Straatje in Hoorn, met zicht op de Kaaswaag -1905 (Straße in Hoorn, mit Blick auf die Käsewaage-1905)
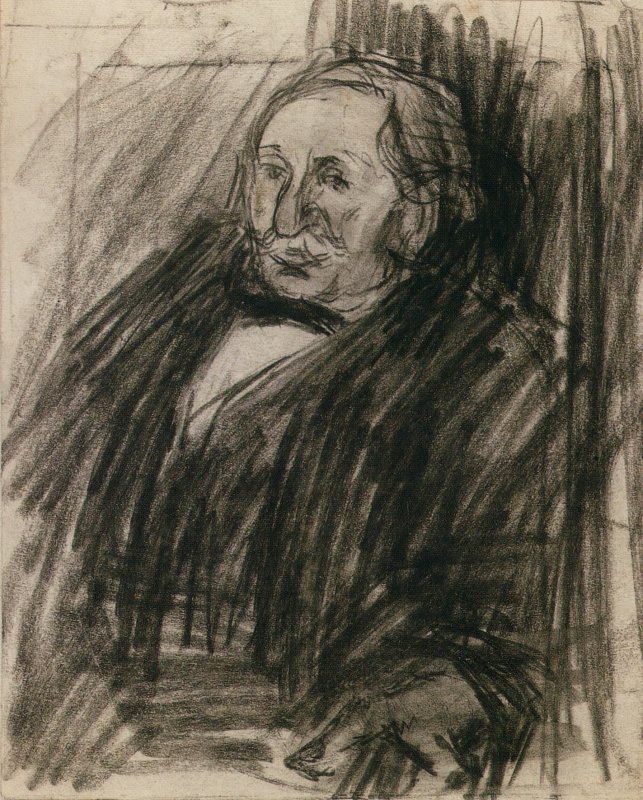
Porträt  Willem Maris (Zeichnung) (Sammlung Kunstmuseum Den Haag)
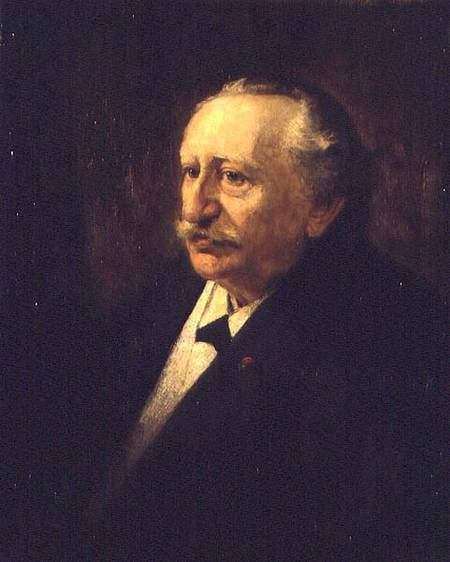
Porträt  Willem Maris (1903), Öl (Sammlung Kunstmuseum Den Haag)
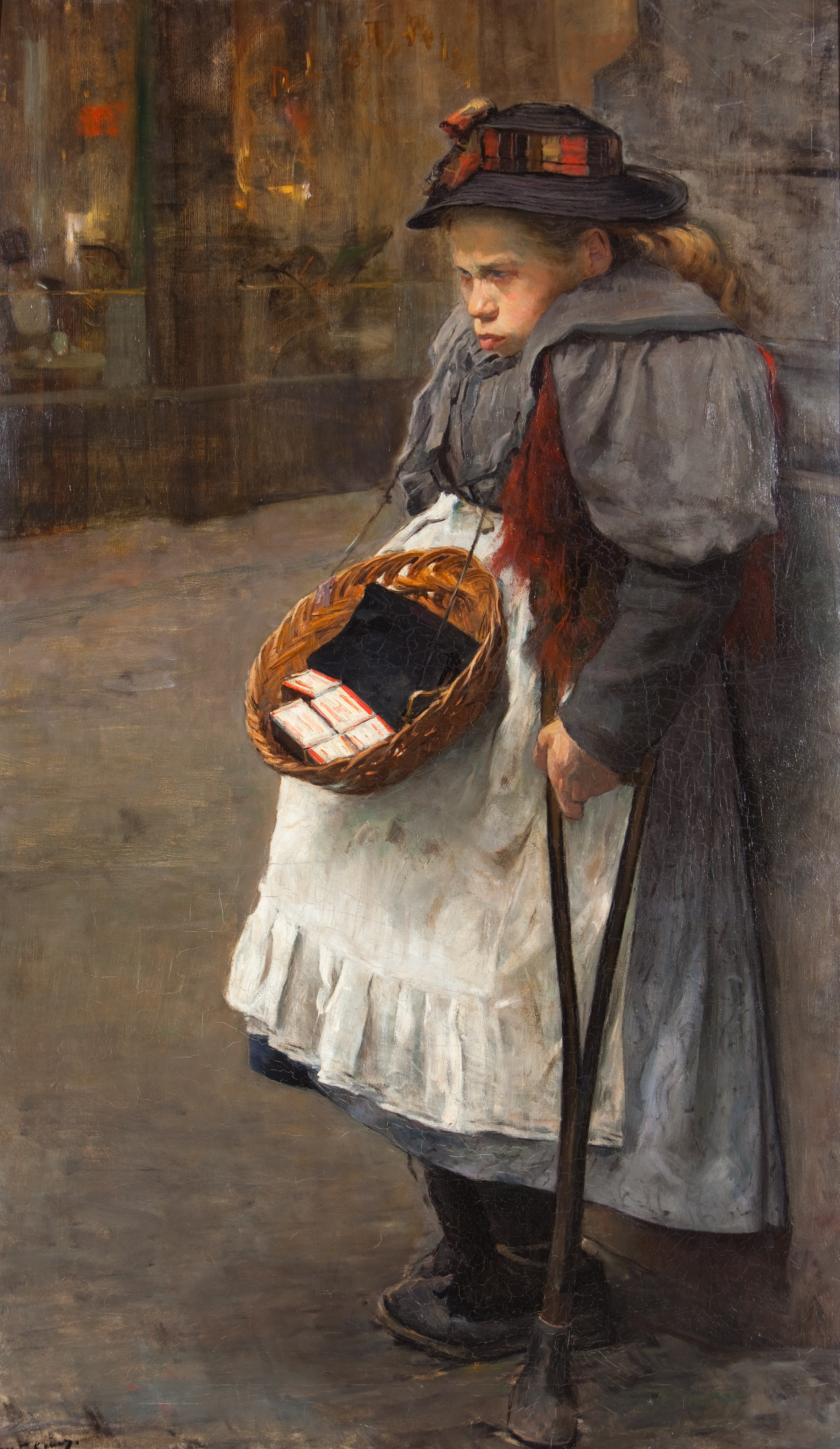
Lucifermeisje(Streichholzmädchen), ca. 1900, Öl (Sammlung  Haags Historisch Museum)